# Крстурска епархија
Крстурска гркокатоличка епархија, односно Гркокатоличка епархија Светог Николе у Руском Крстуру је источнокатоличка, односно гркокатоличка епархија која обухвата подручје Србије. Саставни је део Католичке цркве, али не припада Београдској надбискупији, већ је непосредно потчињена римском папи. Настала је 2018. године, уздизањем дотадашњег Гркокатоличког апостолског егзархата у Србији на степен епархије, са седиштем у Руском Крстуру. Највећи део верника ове епархије припада мањинским заједницама, русинској и украјинској. На челу епархије налази се бискуп Ђура Џуџар.

## Историја

### Досељавање карпатских Русина
Средином 18. века, започело је досељавање карпатских Русина у тадашњу јужну Угарску. Русинско становништво, које је највећим делом било гркокатоличке вероисповести, настањено је у појединим бачким и сремским местима. У прво време, гркокатолички Русини су одржавали везе са својом матичном Мукачевском гркокатоличком епархијом. Међутим, након стварања Крижевачке гркокатоличке епархије (1777), све русинске гркокатоличке парохије у тадашњој јужној Угарској стављене су под надлежност крижевачких гркокатоличких бискупа.
Стављањем гркокатоличких Русина под надлежност Крижевачке епархије, отежано је одржавање веза са завичајном Мукачевском епархијом. На то се током 19. века надовезала и политика мађаризације, коју је спроводила тадашња угарска власт, која Русинима није признавала чак ни њихово народно име, већ их је, као и остале Источне Словене, називала „Рутенима” (лат. Rutheni). Исту терминологију су употребљавале и тадашње гркокатоличке епархијске управе (крижевачка, мукачевска и прешовска), које такође нису признавале русинско народно име, а поједини гркокатолички бискупи су били отворени заговорници мађаризације међу Русинима.
Учешће гркокатоличког свештенства у спровођењу антирусинске политике достигло је врхунац за време Првог светског рата (1914—1918). Већ током, 1915. године, група гркокатоличких свештеника затражила је званичну забрану употребе русинског народног имена, на шта се потом надовезао и захтев појединих гркокатоличких бискупа да се русинска ћирилица забрани и замени латиницом, што је потом и спроведено, силом државне власти.
Непосредно по завршетку Првог светског рата, представници гркокатоличких Русина су учествовали у раду Велике народне скупштине, која је заседала у Новом Саду, а на којој је 25. новембра 1918. године донета одлука о уједињењу Баната, Бачке и Барање са Србијом.
На чело Крижевачке епархије је 1920. године дошао Дионизиј Њаради (умро. 1940), који је био родом из Руског Крстура. Међутим, нови бискуп се убрзо показао као присталица украјинске националне идеологије, тако да је за време његове управе међу гркокатоличким Русинима дошло до првих подела на две струје, русинску и про-украјинску, а исте поделе су потом наставиле да оптерећују гркокатоличку заједницу све до данашњих дана.

### Гркокатолички апостолски егзархат у Србији и Црној Гори (2003—2013)
Након стварања независних држава на простору бивше Југославије, покренут је поступак за преуређење односа на подручју још увек јединствене Крижевачке епархије, која је све до 2001. године обухватала гркокатолике на целокупном подручју бивше СФРЈ и свих њених држава наследница: Словеније, Хрватске, Босне и Херцеговине, тадашње Савезне Републике Југославије (Србија и Црна Гора) и данашње Северне Македоније. Прве промене су извршене 2001. године, када је створен Гркокатолички апостолски егзархат у Македонији, који је у потпуности раздвојен од Крижевачке епархије и потчињен непосредно Ватикану.
Потом је 28. августа 2003. године за гркокатолике у Србији и Црној Гори створен посебан Гркокатолички апостолски егзархат у Србији и Црној Гори, односно (лат. Exarchia Apostolica pro fidelibus ritus byzantini in Serbia et Monte Nigro). Овај егзархат је задржао везу са Крижевачком епархијом. За првог гркокатоличког егзарха у Србији и Црној Гори постављен је бискуп Георгиј (Ђура) Џуџар (русн. Георгий Дюра Джуджар).
Дотадашњи гркокатолички Храм Светог Николе у Руском Крстуру уздигнут је на степен саборног храма. Према подацима из 2004. године, новостворени егзархат је на подручјима Србије и Црне Горе обухватао 26 парохија, са 17 храмова и укупно 22.934 верника, који су по етничкој припадности углавном били Русини, Украјинци и Румуни. Према подацима из 2009. године, Гркокатолички апостолки егзархат у Србији и Црној Гори имао је 22,369 верника и 18 свештениика.

### Гркокатолички апостолски егзархат у Србији (2013—2018)
До знатних промена је дошло 2013. године, када су гркокатолици у Црној Гори изузети испод надлежности Гркокатоличког апостолког егзархата у Србији и Црној Гори и непосредно потчињени римокатоличким бискупима у Црној Гори, чиме је надлежност овог егзархата сведена само на територију Србије. Од тог времена, званични назив је гласио: Гркокатолички апостолки егзархат у Србији (лат. Exarchia Apostolica pro fidelibus ritus byzantini in Serbia).
Према тадашњем стању, Гркокатолички апостолки егзархат у Србији и Крижевачка епархија заједно су чинили Гркокатоличку цркву у Хрватској и Србији, која литургију обавља на словенском обреду и користи црквенословенски језик и ћирилицу. Према подацима из 2013. године, преуређени Гркокатолички апостолки егзархат у Србији имао је 22,085 верника и 20 свештеника.

### Садашње стање: Крстурска гркокатоличка епархија (2018—)
Одлуком римског папе од 6. децембра 2018. године, дотадашњи Гркокатолички апостолки егзархат у Србији уздигнут је на степен епархије, под званичним називом: Гркокатоличка епархија Светог Николе у Руском Крстуру. У исто време, за првог крстурског гркокатоличког бискупа именован је дотадашњи егзарх Ђура Џуџар.
Пошто највећи део верника који су у надлежности ове епархије чине етнички Русини, епархија одржава посебне односе са Русинском гркокатоличком црквом, односно са завичајном Мукачевском гркокатоличком епархијом, у којој је Ђура Џуџар служио као помоћни бискуп пре но што је 2003. године постављен за егзарха. Такође, епархија одржава посебне везе са суседном Румунском гркокатоличком црквом, а такође и са Украјинском гркокатоличком црквом.

## Гркокатолички храмови
- Гркокатолички катедрални храм Преноса моштију Светог оца Николаја (Руски Крстур)
- Гркокатолички храм Светих апостола Петра и Павла (Нови Сад)
- Гркокатолички храм Вазнесења Господњег (Сремска Митровица)
- Гркокатолички храм Успења Пресвете Богородице (Куцура)